# Некрополь Красного террора в Петропавловской крепости
Некрополь Красного террора в Петропавловской крепости — место массовых расстрелов и захоронений жертв Красного террора в Петрограде в 1917—1921 годах. Оно было официально обнаружено в ходе строительных работ в 2007 году. Некрополь располагается между Кронверкским проливом и стеной Головкина бастиона Петропавловской крепости. Здесь было убито и захоронено не менее 160 человек, в том числе, вероятно, четыре великих князя. Согласно некоторым исследованиям количество жертв может быть более 500. 
По выражению историка Александра Марголиса, этот некрополь стал «первым островом архипелага ГУЛАГа», поскольку в тюрьме Трубецкого бастиона содержались первые узники советской власти и здесь произошли первые убийства. С момента обнаружения захоронений общественники города добиваются установки на их месте памятника жертвам Красного террора. Однако захоронению до сих пор не присвоен официальный статус.

## История убийств
Существовавшая в Петропавловской крепости с царских времён тюрьма Трубецкого бастиона после Октябрьской революции перешла под контроль большевиков. Уже в ночь с 25 на 26 октября в неё были заключены министры Временного правительства, арестованные в Зимнем дворце в ходе переворота.
В декабре 1917 года тюрьма Трубецкого бастиона была передана органам ВЧК. Здесь содержались сотни заключённых: участники поднятого Комитетом спасения Родины и революции юнкерского восстания, члены «Союза защиты Учредительного собрания», объявленные в конце 1917 года «врагами народа» лидеры кадетской партии. Официально по приказу Наркомюста от 7 марта 1918 года тюрьма была закрыта, все заключённые были переведены в «Кресты» и в Дом предварительного заключения. Однако уже с мая 1918 года здесь снова содержались заключённые — подозреваемые в противодействии новой власти, а также заложники периода Красного террора, участники Кронштадтского восстания 1921 года и многие другие.
В конце лета — начале осени 1918 года Петроградская ЧК арестовала 6229 человек. 30 августа произошли убийство главы городского ЧК Моисея Урицкого в Петрограде и покушение на Владимира Ленина в Москве. В ответ большевистские власти тут же казнили 512 заложников. После этого 5 сентября Совет народных комиссаров РСФСР издал официальное постановление «О красном терроре», а 6 сентября в печати были опубликованы списки заключённых, которые подлежали расстрелу в случае новых покушений на лидеров большевиков.
Из мемуарных свидетельств современников известно, что крепость была местом казней и захоронения казнённых. Об этом писали узники тюрьмы А. И. Калпашников и Александр Зиновьев, член тройки по проведению Красного террора в Петрограде И. М. Ляпин. В дневнике Зинаиды Гиппиус и воспоминаниях Дмитрия Лихачёва зафиксировано, что начиная с сентября 1918 года со стороны Петропавловской крепости были слышны выстрелы. По свидетельствам рабочих типографии, расстрелы производились у стен Никольской куртины и Головкина бастиона. Многочисленные источники также свидетельствуют, что в Петропавловской крепости в январе 1919 года были расстреляны четыре великих князя. Официально в печати эти казни были обоснованы как ответ на убийство Розы Люксембург и Карла Либкнехта в Германии (хотя оно произошло уже после расправы над князьями). Согласно мемуарам княгини Ольги Палей, расстрел был проведён на территории Монетного двора у крепостной стены. По воспоминаниям одного из работников крепости, после восстания юнкеров их этапировали в тюрьму Трубецкого бастиона, но по пути некоторые попытались сбежать, и юношей начали расстреливать, в том числе в сараях с северной части острова, где они пытались спрятаться.
Расстрелы и последующие захоронения происходили на территории у Головкина бастиона. В начале века она действительно относилась к Монетному двору — там находились дровяные сараи и складские здания. Благодаря наличию этих построек, а также тому, что берег Кронверкского пролива был засажен деревьями, данное место было скрыто от посторонней публики, что очень подходило для осуществления убийств. Точно не известно, все ли расстрелянные были узниками тюрьмы Трубецкого бастиона. По свидетельству палача И. М. Ляпина, некоторых специально привозили в Петропавловскую крепость на казнь.
В 1924 году тюрьма Трубецкого бастиона была окончательно закрыта и превращена в музей. Первоначально это был филиал Музея революции, с 1954 года — Государственного музея истории города. Место же расстрелов у Головкина бастиона некоторое время продолжало находиться в ведении военного городка НКВД-ОГПУ, потом оно передавалось другим учреждениям. Все это время там производились различные земельно-строительные работы, в ходе которых была затронута часть захоронений.

## Обнаружение и исследование захоронения
|                                                                                    |
| Территория некрополя до строительных работ                                         |
|                                                                                    |
| После строительных работ: сооружены вертолётная площадка, автодорога и автостоянка |

Как минимум с конца 1980-х годов на территории Петропавловской крепости находили человеческие останки, а также стреляные гильзы и пули. Так, в 1989 году при строительных работах у западного фаса Головкина бастиона на глубине около метра были найдены четыре скелета. Останки были извлечены и помещены на хранение в фонды Музея истории Санкт-Петербурга. При этом судебно-медицинская экспертиза не проводилась и не было никакой огласки данной информации.
В марте 2007 года в ходе земляных работ между Кронверкской протокой и Головкиным бастионом на глубине около двух метров было обнаружено захоронение двух или трёх человек. Строительные работы были приостановлены, а о найденных останках сообщили Петроградскому РУВД. Силами поискового отряда «Ингрия» исторического факультета СПбГУ было проведено исследование места захоронения, в ходе которого были обнаружены фрагменты военного обмундирования образца 1907—1916 годов (шинель, офицерский китель и другое) и стреляные винтовочные гильзы. Вместе с находками 1989 года они были направлены на экспертизу в медико-криминалистическое отделение Бюро судебно-медицинской экспертизы. Согласно заключению судмедэкспертов (№ 154 от 26.03.2007), останки принадлежат мужчинам 20-60 лет с огнестрельными ранениями головы и грудной клетки, срок пребывания останков в земле составил более 50 лет, а «расположение найденных останков позволяет с большой долей вероятности утверждать, что погребённые являются частью более многочисленного захоронения». Историки предположили, что в яме были захоронены останки юнкеров или офицеров, расстрелянных в конце 1917 — начале 1918 годов. Несмотря на это, руководство Музея и городские власти замалчивали данный вопрос.
Вопреки протестам членов Совета по охране культурного наследия при Правительстве Санкт-Петербурга и представителей общественности, в 2009 году строительные работы на территории предполагаемого некрополя были продолжены — у Кронверкской куртины создана автостоянка, а вдоль Головкина бастиона начали прокладывать автодорогу. В ходе этих работ 20 декабря 2009 года в 18 метрах от западного фаса Головкина бастиона на глубине около одного метра были обнаружены человеческие кости. Эта находка вызвала большой общественный резонанс. Для её изучения была создана межведомственная рабочая группа, в состав которой вошли представители Государственного музея истории Санкт-Петербурга, Эрмитажа, Института истории материальной культуры РАН и Всероссийского общества охраны памятников истории и культуры. Земляные работы сначала были остановлены, однако вскоре продолжились, несмотря на то, что это противоречило закону. Тем не менее команде под руководством научного сотрудника Института истории материальной культуры Владимира Кильдюшевского удалось провести исследование захоронения. В нём были обнаружены останки 16 человек с явными следами насильственной смерти, в частности, в черепах в затылочной части находились пулевые отверстия, также было найдено большое количество разнообразных предметов, прежде всего фрагменты одежды (гражданской и военной), пули и стрелянные гильзы. Среди убитых была одна женщина и один человек с ампутированной при жизни ногой. Человеческие останки были переданы в Бюро судебно-медицинской экспертизы Ленинградской области, где ими занималась группа экспертов под руководством профессора Вячеслава Попова. Параллельно с поисковыми велись и исследовательские работы, целью которых являлось установление личностей погибших. Был проведён ряд антропологических, судебно-медицинских и генетических экспертиз, велись архивные поиски. Совместными усилиями судмедэкспертов и историков удалось идентифицировать останки 16 человек из нетронутой расстрельной ямы. Они были убиты 13 декабря 1918 года по постановлению ЧК по борьбе с контрреволюцией при Союзе коммун Северной области в связи с так называемым «делом доктора Ковалевского»: в газете «Петроградская правда» был обнаружен список из 16 расстрелянных, среди которых была одна женщина и мужчина-инвалид. Архивное исследование и генетическая экспертиза с участием потомков подтвердила идентификацию безногого человека — генерала-майора флота Александра Рыкова. Таким образом, женские останки с высокой вероятностью принадлежат Вере Шульгиной, сестре генерала-майора Бориса Шульгина. Точная идентификация остальных 14 человек не была произведена, в том числе поскольку о ряде из них нет достаточных сведений (год рождения, рост, внешность и тд.).

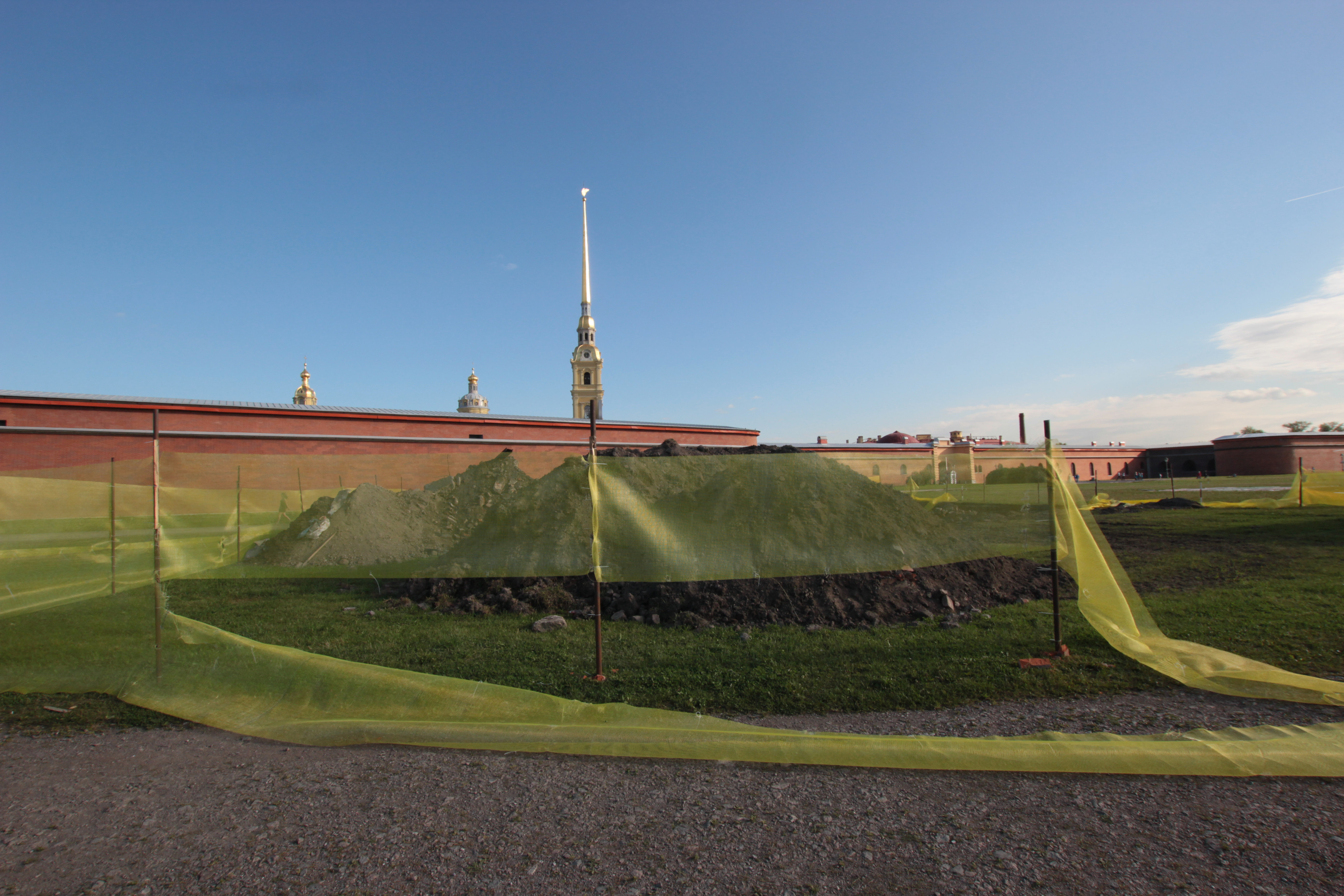
Исследовательские работы 2013 года

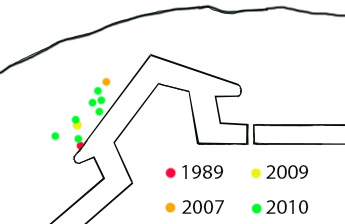
Схема захоронений в Петропавловской крепости

В июне-июле 2010 года археологические поисковые работы были продолжены на площади свыше 1200 м² у стены западного фаса Головкина бастиона. В результате экспедиция Владимира Кильдюшевского обнаружила ещё шесть захоронений общей численностью свыше 90 человек, среди которых было 5 женщин. Все проведённые в 2009—2011 годах работы осуществлялись за счёт средств музея, частично на безвозмездной основе. Однако в связи с отсутствием финансирования поисковые работы вскоре были прерваны.
Возобновились археологические исследования захоронения лишь в октябре 2013 года, когда средства на их проведение были выделены из бюджета Санкт-Петербурга (после многочисленных обращений общественников). На этот раз была исследована территория площадью 900 м² к северу от дороги, проложенной в 2009 году к автостоянке у Кронверкской куртины Петропавловской крепости. Археологи обнаружили здесь четыре захоронения с останками около 50 казнённых. Таким образом, всего в одиннадцати найденных захоронениях были обнаружены останки, принадлежащие по разным оценкам от 160 до 200 человек. На последнем этапе работ к исследованию подключился учёный Владимир Григорьев.
Обнаруженные захоронения можно разделить на две группы: собственно расстрельные ямы (нетронутые и повреждённые) и места перезахоронений костей, которые производились гораздо позже расстрелов, — как правило, это небольшие могилы, в которых полностью отсутствуют личные вещи погребённых из драгоценных металлов (вероятно, они были изъяты при обнаружении останков). Последних большинство из одиннадцати обнаруженных ям. Их, по предположению экспертов, можно отнести к 1920-м, 1930-м и 1940-м годам, когда в ходе земельно-строительных работ рабочие обнаруживали человеческие останки. Особое внимание обращают на себя ямы с большим количеством перезахороненных останков. Существует гипотеза, что ряд перезахоронений могли быть связаны с более поздними поисками тел четырёх великих князей с целью перезахоронить их в ещё более тайном месте.
Также отличаются жертвы по способу произведённой казни: кого-то убили, выстрелив в открытый рот, кого-то — выстрелом в лоб или лицо, кого-то «классически», «по-сталински» — выстрелом в затылок, кого-то — выстрелом в грудь, а кого-то — выстрелом в спину.
Музей неоднократно обращался в прокуратуру с запросом о возбуждении уголовного дела, но Следственный комитет отказывал в этом. Данное решение мотивировалось тем, что «в связи с истечением срока давности» «отсутствовали процессуальные основания». При этом, как указывали исследователи, идентификация останков за государственный счёт может быть проведена лишь в том случае, если возбуждено уголовное дело. Поскольку вопрос об уголовном деле не был решён, хранение останков и других находок, обнаруженных в результате вскрытия захоронений, временно осуществлял Музей истории Санкт-Петербурга, хотя по утверждениям общественников условий для надлежащего хранения в музее не имелось. Исследователь Денис Пежемский однако рассказывал, что это было одно из лучших мест хранения, в которых он работал.
В 2014 и 2015 годах музей и городские власти намеревались продолжить раскопки на площади 3000 м². Однако эти планы так и остались нереализованными. В итоге руководство музея и города заявило об окончании археологических работ. Однако независимые историки указывают на то, что не найдены многие фрагменты скелетов, а многие территории (в том числе на месте новой дороги) не были ещё исследованы.
В 2014 году исследователь Антолий Разумов опубликовал предварительный список из 502 человек, предположительно расстрелянных в Петропавловской крепости. В 2017 году антрополог Денис Пежемский, занимавшийся исследованием костей, выдвинул гипотезу об идентификации одиночно захороненных останков последнего военного министра Российской империи генерала Михаила Беляева. К 2022 году в ходе исследований учёного были с высокой степенью вероятности идентификации адмирала Михаила Весёлкина.
| Предполагаемые захороненные жертвы |                                      |                                  |                                  |                               |                         |
|                                    |                                      |                                  |                                  |                               |                         |
| Великий князь Павел Александрович  | Великий князь Дмитрий Константинович | Великий князь Николай Михайлович | Великий князь Георгий Михайлович | Генерал-майор Александр Рыков | Адмирал Михаил Весёлкин |

## Мемориализация

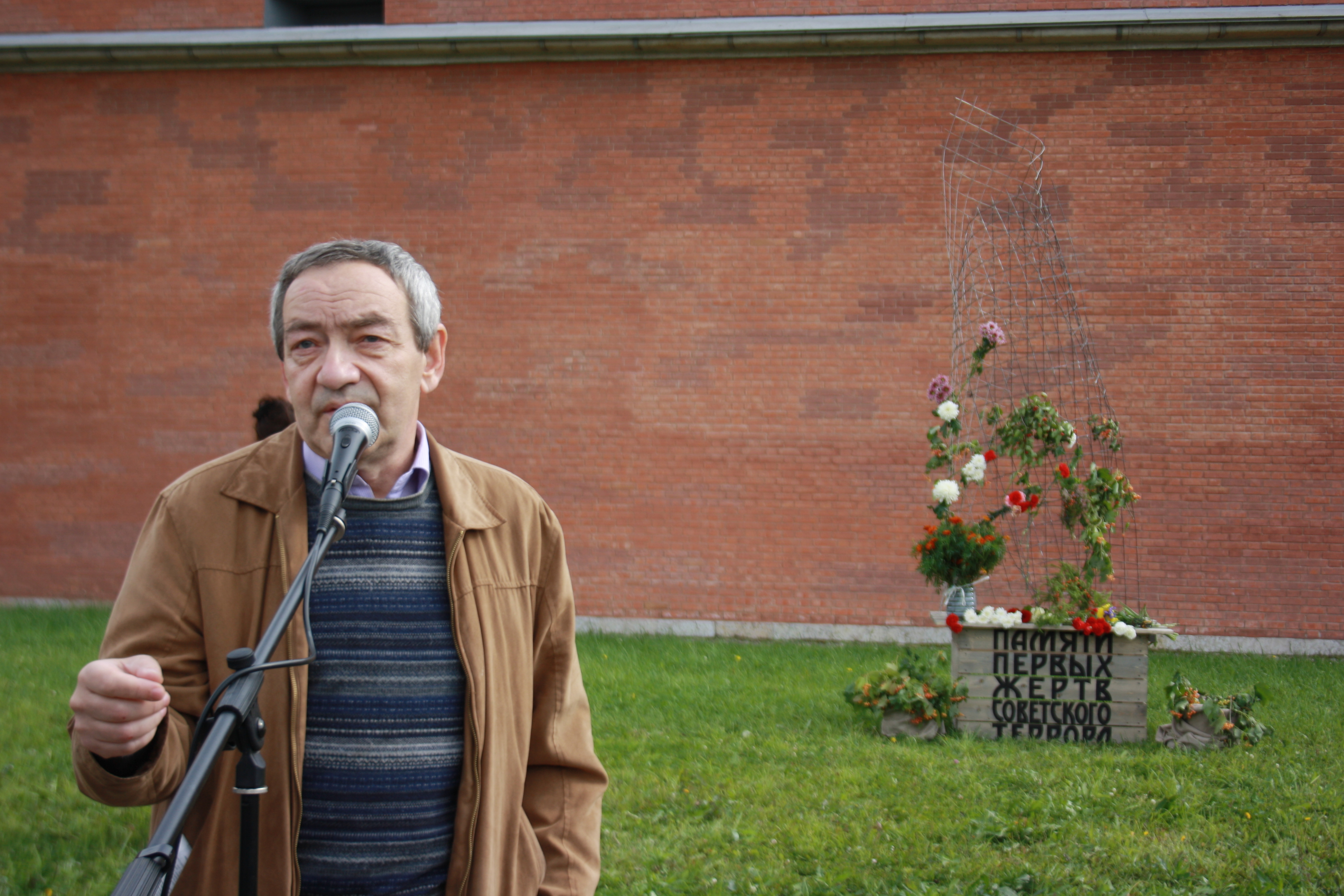
Александр Даниэль выступает у импровизированного памятника. 5 сентября 2015 года

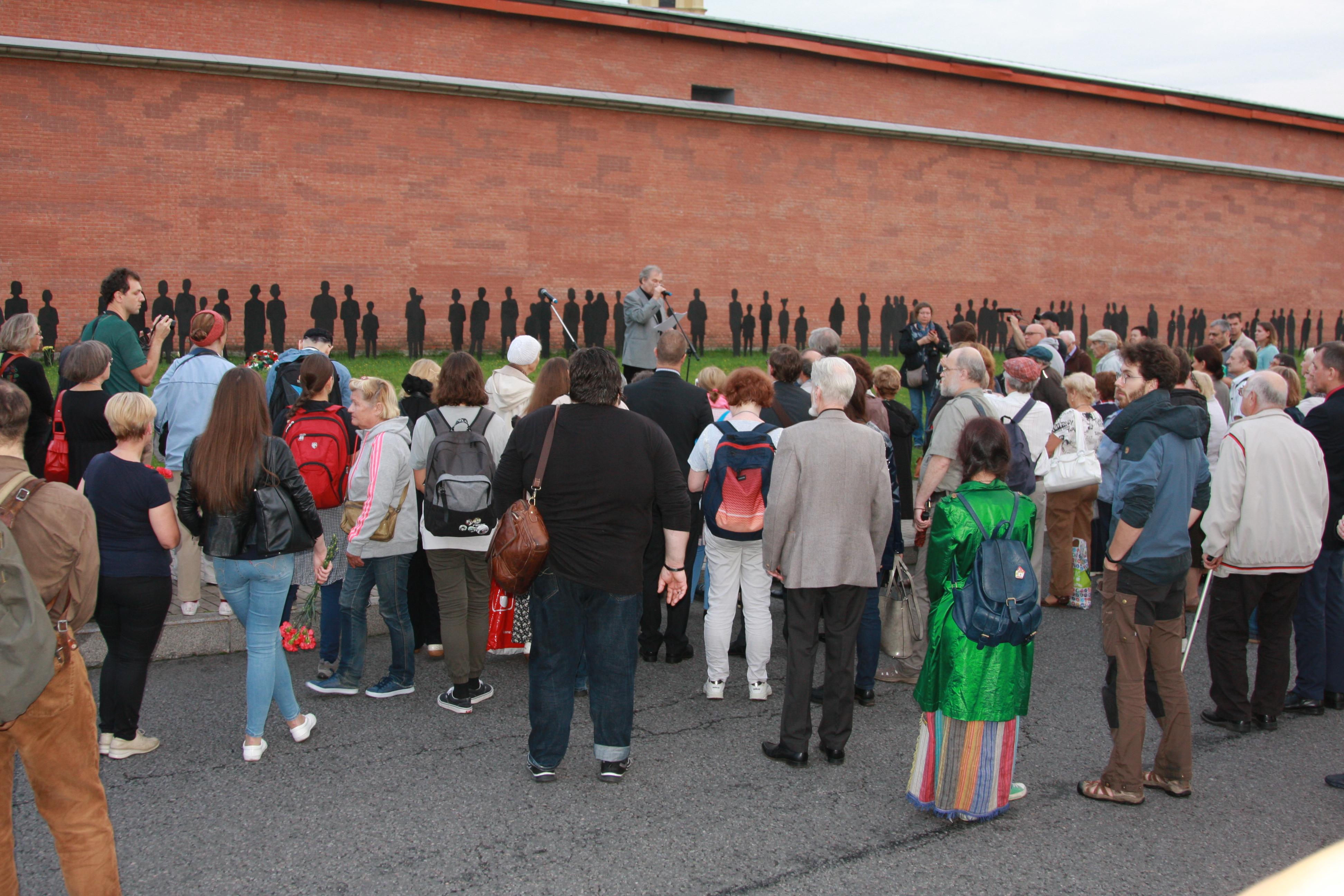
Акция памяти у импровизированного памятника. 5 сентября 2018 года

Историк Александр Марголис, подчёркивая значимость некрополя Красного террора в Петропавловской крепости, назвал его «первым островом архипелага ГУЛАГа», поскольку в тюрьме Трубецкого бастиона содержались первые узники советской власти и здесь произошли первые убийства. На исключительное значение некрополя указывал и археолог Денис Пежемский.
В 2004 году в Великокняжеской усыпальнице по инициативе настоятеля Петропавловского собора Александра Фёдорова была установлена мемориальная доска, посвященная памяти расстрелянных четырёх великих князей. Это единственный мемориальный знак, отмечающий убийства в Петропавловской крепости.
5 марта 2008 года писатель и почётный гражданин Санкт-Петербурга Даниил Гранин направил письмо губернатору Валентине Матвиенко с предложением установить на месте обнаружения человеческих останков у Головкина бастиона памятный знак. Однако в ответ вице-губернатор Сергей Тарасов заявил, что факты расстрелов в Петропавловской крепости не имеют документального подтверждения, а также сослался на то, что изменения объекта культурного наследия России, которым является крепость, якобы противоречат закону. Общественники указали на то, что оба этих утверждения не являются верными.
В 2012 году историк Александр Марголис высказался за установку памятного знака на месте некрополя, а также за перезахоронение здесь всех ранее найденных и извлечённых останков. Кроме того он предложил создать в Музее Петропавловской крепости экспозицию, посвященную Красному террору.
В 2018 году вопрос установки мемориала вновь неоднократно поднимался городским омбудсменом Александром Шишловым в рамках реализации «Концепции государственной политики по увековечению памяти жертв политических репрессий». Также было озвучено предложение о перезахоронении останков на кладбище Памяти жертв 9-го января, где в советское время также тайно хоронили тела репрессированных. Александр Марголис последнюю идею не поддержал. В ходе обсуждений комитет по культуре Санкт-Петербурга постановил установить на месте расстрелов памятный знак.
Каждый сентябрь в День памяти жертв Красного террора на месте некрополя общество «Мемориал» проводит траурные мероприятия. В 2015 году во время них была установлена временная инсталляция-памятник в виде свернутой железной решётки и колышков с табличками с количеством убитых на местах обнаруженных расстрельных ям. В 2018 году в 100-летнюю дату начала Красного террора руководство Музея истории города впервые совершило возложение цветов к бастиону. А позже «Мемориал» совместно с Интерьерным театром установили вдоль стены ряд из 120 силуэтов человеческих фигур, символизирующих убитых здесь людей, на шее каждого из которых зажгли фонарик со свечой.
14 ноября 2011 года состоялось перезахоронение останков генерал-майора Александра Рыкова на петербургском Новодевичьем кладбище, рядом с могилой его дочери
22 ноября 2022 года останки 94 человек из более 160 определённых скелетов были торжественно захоронены в братской могиле на Кладбище Памяти жертв 9-го января, где в советские годы тайно захоранивались иные жертвы политических репрессий. При этом метрические и археологические данные
, а также образцы ДНК сохранены исследователями для дальнейшего опознания.